# وزارة صدقي سليمان
وزارة محمد صدقي سليمان هي الوزارة الخامسة والثمانون في تاريخ مصر وتشكلت في 10 سبتمبر 1966.:64:65

## أعضاء الحكومة
| الوزارة                                                                      | الوزير                |
| ---------------------------------------------------------------------------- | --------------------- |
| رئيس مجلس الوزراء                                                            | محمد صدقي سليمان      |
| نائب رئيس مجلس الوزراء للشئون الخارجية                                       | محمود فوزي            |
| نائب رئيس مجلس الوزراء للزراعة والري ووزيراً للإصلاح الزراعي واستصلاح الأراضي | عبد المحسن أبو النور  |
| نائب رئيس مجلس الوزراء ووزيراً للكهرباء والبترول والتعدين                     | محمود يونس            |
| نائب رئيس مجلس الوزراء ووزيراً للثقافة                                        | ثروت عكاشة            |
| الحربية                                                                      | شمس الدين بدران       |
| الإنتاج الحربي                                                               | عبد الوهاب البشري     |
| الداخلية                                                                     | شعراوي جمعة           |
| الخارجية                                                                     | محمود رياض            |
| الخزانة                                                                      | نزيه أحمد ضيف         |
| الاقتصاد والتجارة الخارجية                                                   | حسن عباس زكي          |
| التربية والتعليم                                                             | السيد محمد يوسف       |
| الصحة                                                                        | محمد النبوي المهندس   |
| الشباب                                                                       | محمد طلعت خيري        |
| العمل                                                                        | محمد عبد اللطيف سلامة |
| التخطيط                                                                      | محمد لبيب شقير        |
| التعليم العالي                                                               | محمد عزت سلامة        |
| النقل                                                                        | محمود عبد السلام      |
| الزراعة                                                                      | شفيق علي الخشن        |
| العدل                                                                        | محمد عصام الدين حسونة |
| الري                                                                         | عبد الخالق الشناوي    |
| التموين والتجارة الداخلية                                                    | محمد نور الدين قورة   |
| الإسكان والسياحة والمرافق                                                    | عزيز أحمد ياسين       |
| الصناعة                                                                      | أحمد توفيق البكري     |
| الإرشاد القومي                                                               | محمد فائق             |
| المواصلات                                                                    | كمال هنري أبادير      |
| الأوقاف والشئون الاجتماعية                                                   | أحمد محمد خليفة       |
| الدولة للإدارة المحلية                                                       | أحمد حمدي أحمد عبيد   |
| الدولة                                                                       | أمين هويدي            |

## تعديلات
- في 5 أكتوبر 1966:
  - صدر قرار بأن يتولى أمين هويدي مسئوليات واختصاصات وزير شئون الأزهر.
  - صدر قرار بأن يعهد إلى رئيس الوزراء بالاختصاصات المقررة للوزير بالنسبة لوزارة السد العالي والهيئة العامة لبناء السد العالي.
- 29 نوفمبر 1966: صدر قرار بتعيين أمين مصطفى شاكر وزيراً للسياحة
- في 8 ديسمبر 1966: صدر قرار بأن يتولى أحمد حمدي أحمد عبيد وزير الإدارة المحلية شئون وزارة شئون مجلس الأمة بالإضافة إلى منصبه.
- في 11 يونيو 1967: اعتزل شمس الدين بدران وزارة الحربية.